# R.K. Ranbir Singh
R.K. Ranbir Singh (ur. 1929, zm. 27 stycznia 2006) – indyjski polityk.

## Życiorys
Był aktywistą politycznym w stanie Manipur. Wchodził w skład kierownictwa Partii Ludowej Manipur, przez kilka kadencji zasiadał w stanowym zgromadzeniu legislacyjnym (1974–1985, 1990–2000). Od stycznia 1979 do lutego 1980 pełnił funkcję przewodniczącego tego zgromadzenia. Od lutego 1990 do stycznia 1992 stał na czele rządu stanowego Manipur.